# В диапазоне между отчаянием и надеждой
«В диапазоне между отчаянием и надеждой» (укр. У діапазоні між відчаєм та надією) — студійний альбом панк-рок-гурту «Порнофільми», що вийшов 2017 року.
Альбом було записано в домашній студії музикантів у місті Дубна в середині 2017 року. Його назва відображала життєвий шлях людини, що «неминуче проходить в діапазоні між відчаєм і надією». Згідно з концепцією альбому, перша половина складалася із пісень про проблеми суспільства, а друга була присвячена поведінці особистостей. Протягом 14 пісень ліричний герой проходить шлях від пасивної критики сучасної Росії до визнання того, що він сам має змінювати світ навколо себе.
«У діапазоні між відчаєм та надією» вийшов на лейблі Soyuz Music, отримав позитивні відгуки критиків та зробив «Порнофільми» одним з головних панк-гуртів країни. Їхні гостросоціальні тексти привернули увагу ФСБ та прокуратури через нібито деструктивний вплив на молодь, тому концерти гурту неодноразово скасовувалися. Після повномасштабного вторгнення 2022 року «Порнофільми» публічно підтримали Україну та емігрували з Росії. 

## Запис альбому
«Порнофільми» — один з найбільш політизованих панк-рокових гуртів Росії. Заснований у 2008 році вокалістом Володимиром Котляровим, колектив почав активну діяльність 2012 року. Його назва була запозичена з кримінальної хроніки на телебаченні, де розповідали про підпільну студію з виробництва порнофільмів. Тематика перших пісень колективу була пов'язана зі здоровим способом життя, бо всі учасники гурту були вегетаріанцями та не мали шкідливих навичок, а музика була прямолінійним мелодійним панк-роком. Гурт репетирував у гаражі, а записував перші альбоми на домашній студії. Пізніше тематика їхніх пісень змінилася, вони стали співати на гостросоціальні та політичні теми, залишаючись частиною андеграунду.
Запису альбому передувала краудфандингова кампанія, яка розчарувала прихильників гурту, що до цього дотримувався принципу DIY. Музиканти оголосили, що для запису їм потрібно 550 тис. рублів, в результаті зібравши понад 900 тис. Під час акцій на підтримку кампанії «Порнофільми» відіграли закритий акустичний концерт, на якому вперше прозвучали декілька пісень з нового альбому. Пізніше виявилося, що зібрані гроші не були використані для студійної роботи: всі вони були переведені у благодійний фонд боротьби з лейкемією, а пісні записувалися як і раніше, у власному репетиційному приміщенні. «Ми справді кілька років репетирували та писалися в гаражі, але пів року тому там відключили світло, і довелося з'їхати. Цей альбом ми записували у підвалі» — пояснював Котляров. Запис альбому відбувся влітку 2017 року в рідній для музикантів Дубні та, за їхніми підрахунками, коштував 14 тис. рублів.

## Зміст альбому

### Назва та обкладинка
Назва альбому відображає життєвий шлях простих людей, який, на думку музикантів, «неминуче проходить в діапазоні між відчаєм і надією». За словами авторів, вони намагалися відтворити дух часу, який кимось сприймався як невиразний, а іншими — як світлий, бо хтось вже остаточно зневірився, а дехто ще зберігав залишки надії на покращення. Разом з тим, пісні описували не державу чи уряд, а містили поодинокі історії реальних людей, що намагаються боротися з системою, протистояти релігії чи війні, і були присвячені громадянам, «від яких давно відвернулася країна».
Автором обкладинки альбому стала фотограф Галя Моісєєва. На чорно-білій світлині зображено кинуте музичне обладнання гурту — гітари, барабани та мікрофон, — а за ними п'ятірку музикантів, що йдуть вдалину, на тлі житлових масивів Дубни. Інші фотографії з цієї фотосесії зі змазаними фігурами музикантів гурту використовуються в оформленні буклета альбому.

### Концепція та тексти
Структура альбому підпорядкована його назві. Він починається з песимістичних текстів про Росію, в якій немає «ані вибору, ані змін», але закінчується на піднесеній ноті, пропонуючи слухачеві не чекати, склавши руки, а самому «стати цими змінами». Ліричний герой спочатку глузує з оточуючих, але проходить стадію відчаю і починає дивитися не по сторонах, а всередину себе. Замість запитувати себе про причини відсутності справедливості в країні, він замислюється щодо сенсу життя. Врешті решт герой знаходить кохання, яке стає для нього причиною жити далі та стимулює змінювати світ навколо себе.
Не вбивай, а якщо таки вбив

Тоді збудуймо храм серед могил

Почім слова і ритуал для мертвих тіл?

Не крав, я просто брав, що хотів

Світлу звістку рознесіть ширше

З вирваним серцем, холодний, як лід

У золоті приреченим світом

Російський Христос іде
Не убивай, а если всё-таки убил
 Тогда давай построим храм среди могил
 Почём слова и ритуал для мёртвых тел?
 Не воровал, я просто брал, чего хотел

Светлую весть разнесите пошире
 С вырванным сердцем, холодный, как лёд
 В золоте по обречённому миру
 Русский Христос идёт
Альбом відкриває композиція «Росія для сумних», що передає відчуття від сучасної країни: «серцем у могилі, душею у в'язниці». Трагічна «Для пацанів та дівчат» пропонує слухачам «задовольнятися маленьким та тендітним щастям» прямо зараз та вірити у стабільне «завтра». Саркастична «Російський Христос» має антиклерикальний характер, розповідаючи про вбивства людей під прикриттям лозунгів про «русскій мір» а «Система» спрямована на «гвинтиків» у механізмі правоохоронних органів, критикуючи їхнє бажання «жити заради себе». «Я так боюся» описує різноманітні страхи ліричного героя, як перед владою, так і перед коханою дівчиною, але «Надія» стверджує, що з ним нічого не станеться, «поки не гасне блиск рідних очей, зірка веде і друзі за спиною, і полум'ям яскравим надія горить в нас». Закінчується перша половина альбому композицією-декларацією «Пісні гучніші за бомби».
Дайте мені білі крила

Я потопаю в вирі

Через терни, дроти

У небо, аби не мучитися

Хмаркою маленькою обернусь

І над твоїм крихітним будиночком

Розплачуся косим дощем

Знаєш, я так скучив
Дайте мне белые крылья

Я утопаю в омуте

Через тернии, провода

В небо, только б не мучаться

Тучкой маленькой обернусь

И над твоим крохотным домиком

Разрыдаюсь косым дождём

Знаешь, я так соскучился

Чільна композиція «У діапазоні» не лише описує життя між двома крайнощами — відчаєм та надією, — але й розділяє дві частини альбому: «соціальну», присвячену проблемам суспільства, та «індивідуальну», яка описує поведінку особистостей. «Вийди з кімнати», назва якої відсилає до вірша Йосипа Бродського «Не выходи из комнаты» (укр. Не виходь з кімнати), засуджує звички сучасної молоді та закликає вийти зі своєї зони комфорту та побачити, що відбувається у великому світі за межами власної кімнати. «Тільки ти» є своєрідним визнанням в коханні, а «Вдаймо» наголошує, що розумні люди не будуть вдавати, ніби від них нічого не залежить, та толерувати застій. «Я так скучив» є свідомим відсиланням до пісні барда Юрія Візбора «Солнышко лесное» (укр. Сонечко лісне), яке Котляров зробив для того, щоб передати власні емоції дитинства. Заключна композиція «Зміни» закликає не чекати змін в різних сферах життя, як-то побут, мистецтво або політика, а самому ініціювати такі зміни, бо на думку Котлярова, зміни у світі завжди починаються з конкретних людей, таких як Махатма Ґанді або Мартін Лютер Кінг.

### Музика
Більшість пісень виконана під акомпанемент електричних гітар та витримана в стилі панк-рок з елементами гранджу, хардкору та Oi!. Пісні є переважно швидкими, агресивними та побудованими на гітарних рифах. Разом з тим, композиції не є одноманітними, містять контрастні частини зі зміною динаміки та поодинокі модуляції.
На відміну від попередніх альбомів, вокал Котлярова став сильнішим, а його діапазон — більшим. Співак пояснював, що раніше він не мав вокальної підготовки, через що постійно зривав голос, але зміг навчитися співати правильно після занять у вчительки вокалу Каріни Назарової. В журналі «Афіша» його голос порівнювали із Валерієм Кіпєловим («Ария») та голосом лідера рок-гурту «Пилот», але співак заперечував їхній вплив або навіть неусвідомлене наслідування.

### Список пісень
Автор слів Володимир Котляров, автор музики «Порнофільми». 
| #   | Назва                         | Переклад назви              | Тривалість |
| --- | ----------------------------- | --------------------------- | ---------- |
| 1.  | «Россия для грустных»         | укр. Росія для сумних       | 2:59       |
| 2.  | «Для пацанов и девчонок»      | укр. Для пацанів та дівчат  | 4:02       |
| 3.  | «Русский Христос» (слухатиⓘ)  | укр. Російський Христос     | 4:36       |
| 4.  | «Система»                     | укр. Система                | 3:48       |
| 5.  | «Я так боюсь»                 | укр. Я так боюся            | 4:20       |
| 6.  | «Надежда»                     | укр. Надія                  | 4:43       |
| 7.  | «Песни громче бомб»           | укр. Пісні гучніше за бомби | 3:30       |
| 8.  | «В диапазоне»                 | укр. У діапазоні            | 5:31       |
| 9.  | «Никто не вспомнит»           | укр. Ніхто не згадає        | 6:01       |
| 10. | «Выйди из комнаты»            | укр. Вийди з кімнати        | 4:20       |
| 11. | «Только ты»                   | укр. Тільки ти              | 4:03       |
| 12. | «Давай притворимся»           | укр. Вдаймо                 | 3:31       |
| 13. | «Я так соскучился» (слухатиⓘ) | укр. Я так скучив           | 6:49       |
| 14. | «Перемены»                    | укр. Зміни                  | 3:55       |

### Учасники запису
- Олександр Агафонов — бас-гітара
- Кирило Муравйов — барабани
- Олександр Русаков — гітара
- В'ячеслав Селезньов — гітара, запис, зведення
- Володимир Котляров — спів

- Олександр Кузнецов — мастеринг
- Галина Моісєєва — фотограф[7]

## Вихід альбому

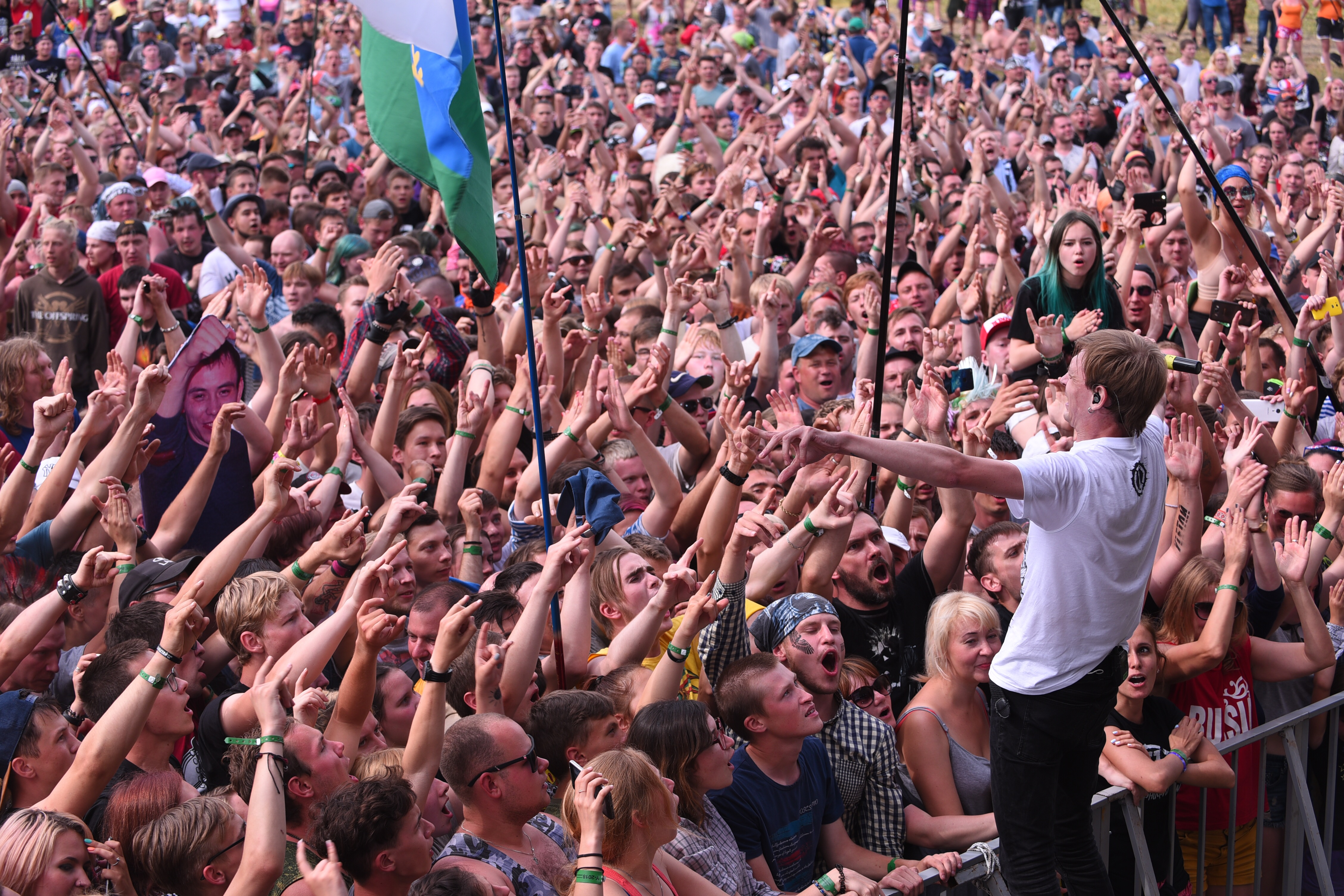
Концерт гурту «Порнофільми» під час фестивалю, Лагуново, Удмуртія, 2018 рік

Альбом вийшов 28 вересня 2017 року на лейблі Soyuz Music. Спершу він вийшов в цифровому форматі в соцмережі «ВКонтакте», а пізніше вийшов масовим накладом на компакт-дисках. Презентація відбулася 8 жовтня 2017 року в клубі «Космонавт» в Санкт-Петербурзі, після чого був аншлаговий концерт в московському «Главклубі». Пісня «Я так боюся» потрапила до ротації на «Нашому радіо» та їхнього хіт-параду «Чартова дюжина», а «Я так скучив» — до хіт-параду «ВКонтакте».

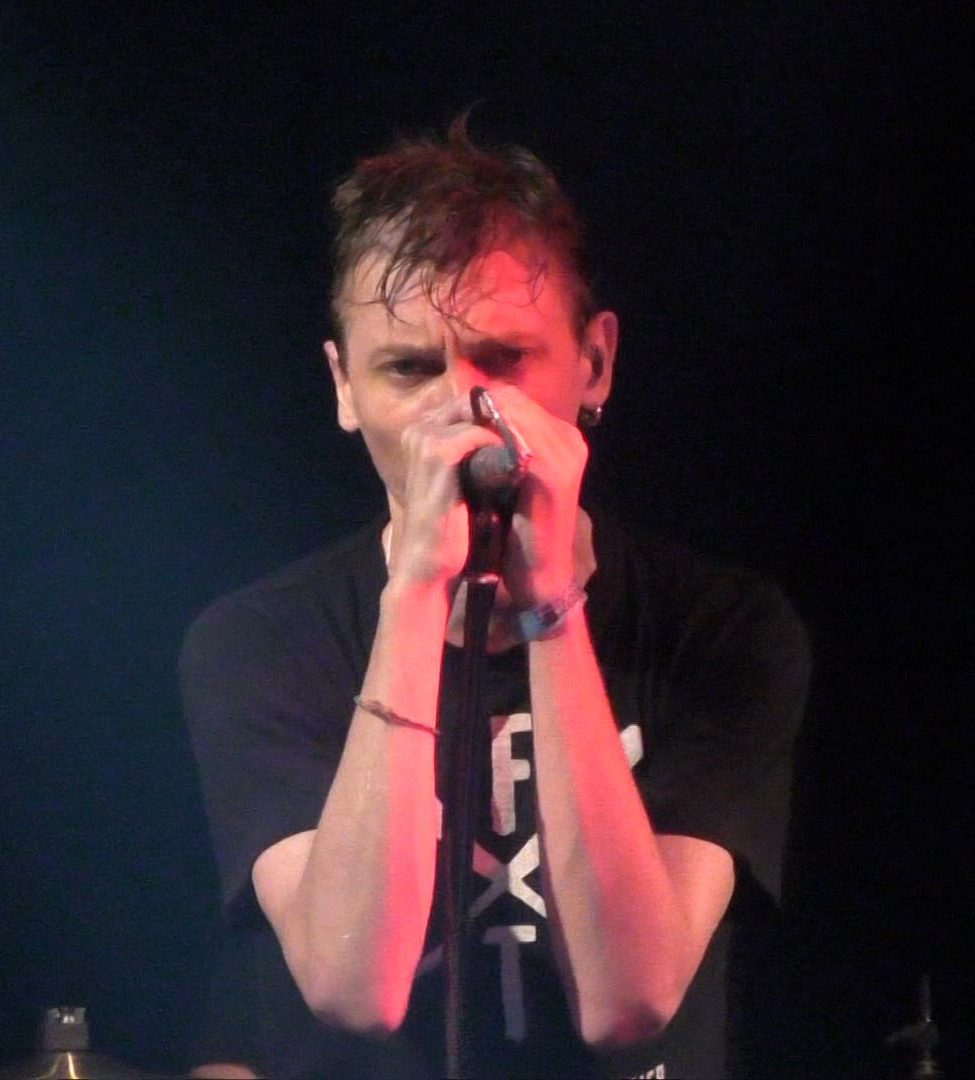
Володимир Котляров під час концерту в Самарі, 18 лютого 2018 рік

Гостросоціальна лірика «Порнофільмів» призвела до того, що на концертах гурту стали з'являтися співробітники відділу по боротьбі з екстремізмом, спостерігаючи не лише за музикантами, але й за публікою. Гітариста та директора гурту Олександра Русакова неодноразово викликали для розмов в прокуратуру та ФСБ, інкримінуючи деструктивний вплив на молодь. Попри те, що жодна пісня гурту не потрапила до списків заборонених, на організаторів концертів чинився неформальний тиск, розсилалися попередження про небажаність виступів колективу. Запланований на 21 жовтня 2017 року концерт в Муромі був скасований через тиск прокуратури та ФСБ, підтриманий головою міського комітету з підприємництва. Якщо раніше — у Владимирській області та Волгограді — гуртові вдавалося знайти альтернативні майданчики для виступу, то цього разу концерт, який перенесли у сусідню Виксу, також скасували, і «Порнофільмам» залишилося замість цього транслювати акустичний виступ в Інтернеті.
На жодну з пісень з альбому, як і на попередні композиції гурту, не було знято постановочного відеокліпу. Разом з тим, на початку 2019 року «Порнофільми» випустили концертний кліп «Система», знятий в жовтні 2018 року на найбільшому сольному концерті гурту в клубі «Adrenaline Stadium». Перший «справжній» відеокліп гурту вийшов лише у квітні 2019 року; він був знятий на пісню «Ритуали», яка була написана ще 2016 року, але не увійшла до альбому «В диапазоні…» «із суб'єктивних причин», проте вже була відома глядачам після виступу на шоу «Вечірній Ургант» на Першому каналі.
У 2020-ті роки «В діапазоні…» неодноразово перевидавався як подвійний альбом на грамофонних платівках власними зусиллями гурту. Окрім чотирнадцяти оригінальних студійних композицій, видання містили концертні версії пісень «Система» та «Росія для сумних».

## Критичні відгуки
На сайті InterMedia альбом отримав високу оцінку — чотири зірки з п'яти можливих. Олексій Мажаєв відзначив, що на відміну від багатьох гуртів панк-року, «Порнофільми» не просто намагаються грати та співати якомога гучніше, а відповідально ставляться до наповнення своїх пісень. Він звернув увагу на те, що назва альбому дійсно відповідає його змісту, а пісні описують рецепт, як відчай може змінитися на надію. Серед недоліків альбому Мажаєв назвав обмеженість мелодій та аранжувань, притаманну панк-року.
На сайті MusicScore альбом отримав ще вищу оцінку — чотири з половиною зірки з п'яти. Відзначивши лірику, музику та концепцію альбому, в редакції дійшли наступного висновку: «Музика не завжди призначена для качу, грошей, самолюбування, а насамперед для того, щоб людина після прослуховування альбому зробила для себе висновки, змінилася хоч на частку відсотка на краще, зарядилася позитивною енергетикою. Через терни й дроти музика повинна нести у вільне небо з єдиною метою — виявляти любов. А інакше чи варто було жити?»
На інтернет-порталі km.ru звернули увагу, що попри низький бюджет, виділений на запис альбому, пісні звучать «рельєфно та привабливо». Денис Ступніков порівняв першу частину альбому, присвячену відчаю, із монологами Євгена Гришковця з моноспектаклю «Як я з'їв собаку». В другій частині, на думку оглядача, відчай також залишився, але до нього додалася надія, яку він пов'язував зі знаходженням кохання головним героєм пісень.
В газеті «Коммерсантъ» «В діапазоні…» включили до десяти альбомів листопада 2017 року. На думку Бориса Барабанова, «Порнофільми» стали першим за довгі часи рок-гуртом, який описував реалії тогочасної Росії. Музичний критик відзначив тексти гурту, виконання пісень Володимиром Котляровим порівняв із Єгором Лєтовим, а «Порнофільми» — із ранніми Lumen.
На сайті Metalkings.org вихід альбом назвали «довгоочікуваною прем'єрою осені». На думку Єкатерини Сафронової, альбом «зайшов» з першого прослуховування, та був насичений майбутніми хітами. Оглядачка відзначила не тільки тексти, які співпали із її власним світоглядом, але й важче звучання, що нагадувало творчість гуртів «Король и Шут», The Offspring та The Ramones.

## Історичне значення

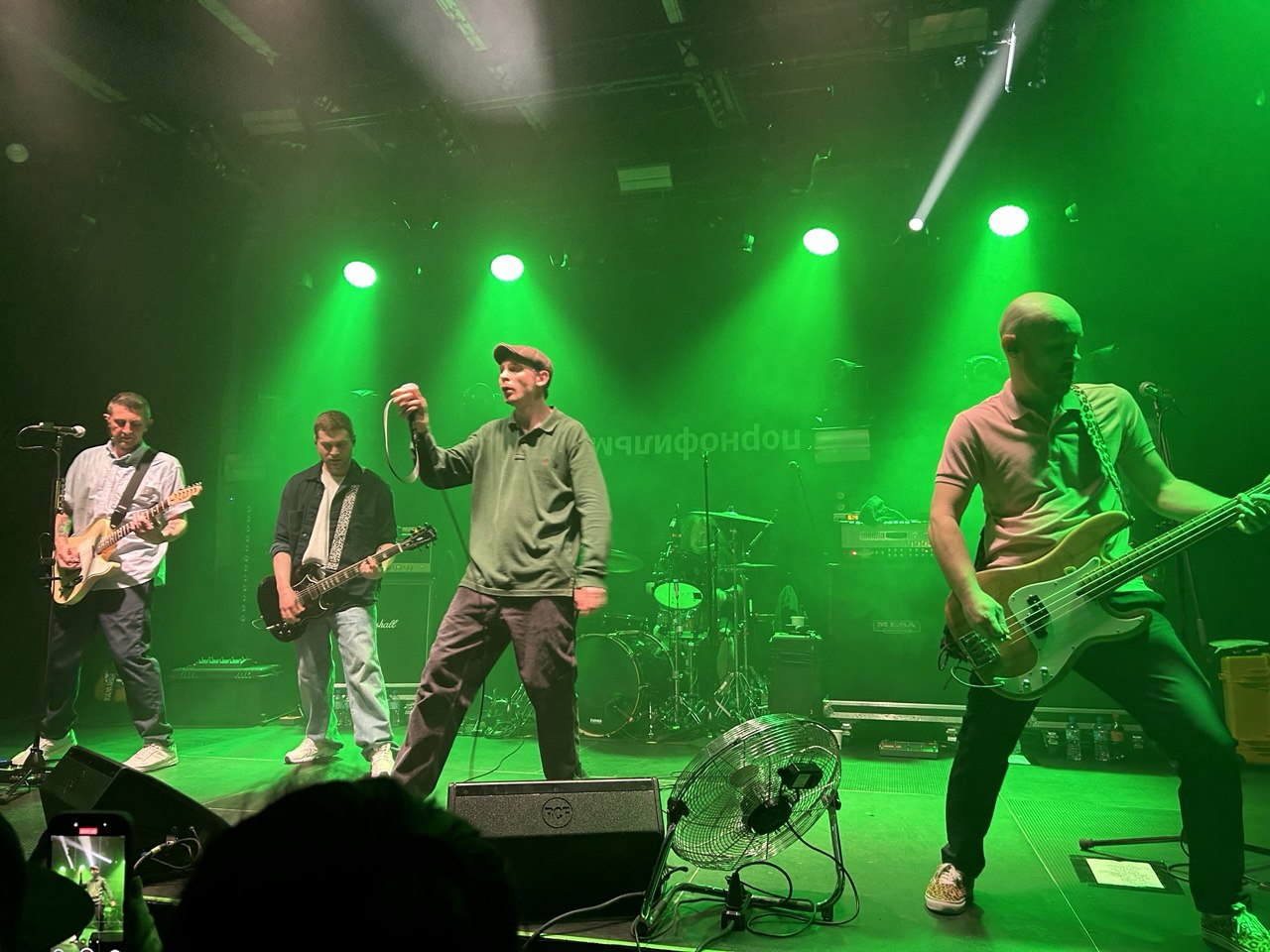
Концерт «Порнофільмів» у Кракові, 6 травня 2025 рік

Вихід «У діапазоні між відчаєм та надією» зробив з «Порнофільмів» один з найпопулярніших та найкасовіших російських панк-рок-гуртів. Якщо раніше колектив був відомий лише на андеграундній сцені, то тепер виступав у великих клубах, збираючи по декілька тисяч глядачів, а своє десятиріччя «Порнофільми» відсвяткували аншлаговим концертом в найбільшому клубі Москви «Stadium». Журналіст Юрій Дудь назвав їх головним панк-роковим гуртом країни, а лідер гурту «ДДТ» Юрій Шевчук — своїм улюбленим молодим гуртом. На сайті MusicScore «У діапазоні…» визнали найкращим альбомом 2017 року на пострадянській сцені.
«Я так скучив» стала однією з найпопулярніших пісень «Порнофільмів». Вона очолює списки композицій гурту за кількістю прослуховувань на музичних онлайн-сервісах YouTube Music та Spotify. На неї неодноразово записувалися кавер-версії, в тому числі українською мовою.
Після початку повномасштабного вторгнення Росії в Україну 2022 року «Порнофільми» публічно підтримали Україну. Володимир Котляров написав від імені гурту: «Нам соромно, що наша держава поводиться як гопник, що зарвався». Невдовзі музиканти емігрували з Росії в Грузію, та влітку 2022 року відіграли 10 благодійних концертів, відправивши кошти українцям, що постраждали від війни. В Росії Володимира Котлярова додали до реєстру іноземних агентів, «Порнофільми» — до чорного списку виконавців, чиї виступи є небажаними, а їхні пісні неодноразово вносили до списків заборонених.